# 當納斯格羅夫
當勒斯格羅夫（英語：Downers Grove）是位於美國伊利諾伊州杜佩奇縣的一個村落。

## 地理
當勒斯格羅夫的座標為41°47′41″N 88°01′01″W / 41.79472°N 88.01694°W，而該地最高點為海拔高度216米（即709英尺）。

## 人口
根據2010年美國人口普查的數據，當勒斯格羅夫的面積為4.68平方千米，當中陸地面積為4.65平方千米，而水域面積為0.03平方千米。當地共有人口8428人，而人口密度為每平方千米1,800人。